# Jewel (énekesnő)
Jewel, születési nevén Jewel Kilcher (Payson, Utah, 1974. május 23. –) amerikai énekes, dalszerző, gitáros, producer és színésznő.
Eddigi pályája során négy alkalommal jelölték Grammy-díjra, albumait több tízmilliós példányszámban adták el szerte a világon. Pieces of You című, bemutatkozó albuma, amely 1995. február 28-án jelent meg, rövid idő alatt tizenötszörös platinalemez lett.

## Élete
Jewel az Utah állam Payson városában született Lenedra Jewel és Attila Kuno Kilcher lányaként, de az alaszkai Homerben nevelkedett, ahol az apai nagyapja állami tisztviselő volt. Fiatalon kezdett gitárt tanulni, első dalait 16 évesen írta. Zenészként 1994 augusztusában fedezte fel a Paramount stúdió egyik korábbi munkatársa; debütáló albuma 1995-ben, 21 éves korában jelent meg. Az album világszerte jelentős népszerűséget ért el, sőt a lemez számaiból összeállított maxik eladási adatai is kiemelkedőek voltak.
A következő években több cd-t jelentetett meg, de az ezeken szereplő számok sikere nem tudta felülmúlni a legelső album kimagasló eladási eredményeit.

## Diszkográfia
- 1995: Pieces of You
- 1998: Spirit
- 1999: Joy: A Holiday Collection
- 2001: This Way
- 2003: 0304
- 2006: Goodbye Alice in Wonderland
- 2006: iTunes Originals
- 2008: Perfectly Clear
- 2009: Lullaby
- 2010: Sweet and Wild
- 2011: The Merry Goes 'Round
- 2013: Greatest Hits
- 2013: Let It Snow: A Holiday Collection

## További információ
- Hivatalos oldal
- Jewel a Facebookon
- Jewel a PORT.hu-n (magyarul)
- Jewel az Internetes Szinkronadatbázisban (magyarul)
- Jewel az Internet Movie Database-ben (angolul)
- Jewel a Rotten Tomatoeson (angolul)